# Đại học Pierre và Marie Curie
Đại học Pierre và Marie Curie (tiếng Pháp: Université Pierre-et-Marie-Curie, UPMC) là một trường đại học của Pháp được thành lập vào ngày 1 tháng 1 năm 1971. Nó giải thể vào ngày 1 tháng 1 năm 2018 để sáp nhập vào Đại học Sorbonne sau khi công bố trên Công báo về nghị định thành lập trường đại học mới vào ngày 21 tháng 4 năm 2017.

## Sinh viên tốt nghiệp nổi tiếng
- Park Geun-hye
- Alain Phạm Ngọc Định
- Wendelin Werner